# نام‌خوش
نام‌خوش (به لاتین: Namxoş) یک منطقه مسکونی در جمهوری آذربایجان است که در شهرستان تووز واقع شده است. نام‌خوش ۲۳۴ نفر جمعیت دارد.